# Danh sách Vua Abydos
Danh sách Vua Abydos là một danh sách liệt kê tên gọi, niên hiệu của 76 vị vua Ai Cập cổ đại, được tìm thấy trên các bức tường đền thờ của Pharaon Seti I ở Abydos, Ai Cập. Nó gồm có 3 hàng và 38 chữ tượng hình trên mỗi hàng. Hai hàng đầu chứa tên các vị vua, trong khi hàng thứ ba chỉ đơn thuần lặp đi lặp lại tên ngai và tên của Seti I, praenomen. Bên cạnh việc cung cấp thứ tự các vị vua thời Cổ Vương quốc, danh sách này còn nêu tên vài vị vua cai trị của Vương triều thứ 7 và Vương triều thứ 8. Ngoài ra, nó còn đã lượt bỏ bớt tên các pharaon như Hatshepsut, Akhenaten, Smenkhkare, Tutankhamen và Ay.

## Các vị vua được liệt kê trong Danh sách Vua Abydos

### Vương triều thứ Nhất
| Bức tường 1 đến 8 | Vị trí                                    | Tên được viết trong danh sách | Tên chung |
| ----------------- | ----------------------------------------- | ----------------------------- | --------- |
|                   | 1                                         | Meni. Có thể là Narmer.       | Menes     |
| 2                 | Teti. Cùng tên trong Danh sách Vua Turin. | Hor-Aha                       |           |
| 3                 | Iti. Cùng tên trong Danh sách Vua Turin.  | Djer                          |           |
| 4                 | Ita                                       | Djet                          |           |
| 5                 | Septi                                     | Den                           |           |
| 6                 | Meribiap                                  | Anedjib                       |           |
| 7                 | Semsu                                     | Semerkhet.                    |           |
| 8                 | Qebeh                                     | Qa'a.                         |           |

### Vương triều thứ Hai
| Bức tường 9 đến 14 | Vị trí   | Tên được viết trong danh sách | Tên chung     |
| ------------------ | -------- | ----------------------------- | ------------- |
|                    | 9        | Bedjau                        | Hotepsekhemwy |
| 10                 | Kakau    | Raneb                         |               |
| 11                 | Banetjer | Ninetjer                      |               |
| 12                 | Wadjnas  | Weneg                         |               |
| 13                 | Sendi    | Senedj                        |               |
| 14                 | Djadjay  | Khasekhemwy                   |               |

### Vương triều thứ Ba
| Bức tường 15 đến 19 | Vị trí    | Tên được viết trong danh sách | Tên chung |
| ------------------- | --------- | ----------------------------- | --------- |
|                     | 15        | Nebka                         | Sanakhte  |
| 16                  | Djeser-za | Djoser                        |           |
| 17                  | Teti      | Sekhemkhet                    |           |
| 18                  | Sedjes    | Khaba                         |           |
| 19                  | Neferkara | Huni                          |           |

### Vương triều thứ Tư
| Bức tường 20 đến 25 | Vị trí     | Tên được viết trong danh sách | Tên chung |
| ------------------- | ---------- | ----------------------------- | --------- |
|                     | 20         | Sneferu                       | Sneferu   |
| 21                  | Khufu      | Khufu                         |           |
| 22                  | Djedefre   | Djedefre                      |           |
| 23                  | Khafra     | Khafra                        |           |
| 24                  | Menkaura   | Menkaura                      |           |
| 25                  | Shepseskaf | Shepseskaf                    |           |

### Vương triều thứ Năm của Ai Cập
| Bức tường 26 đến 33 | Vị trí    | Tên được viết trong danh sách | Tên chung |
| ------------------- | --------- | ----------------------------- | --------- |
|                     | 26        | Userkaf                       | Userkaf   |
| 27                  | Sahure    | Sahure                        |           |
| 28                  | Kakai     | Neferirkare Kakai             |           |
| 29                  | Neferefre | Neferefre                     |           |
| 30                  | Nyuserre  | Nyuserre Ini                  |           |
| 31                  | Menkauhor | Menkauhor Kaiu                |           |
| 32                  | Djedkare  | Djedkare Isesi                |           |
| 33                  | Unis      | Unas                          |           |

### Vương triều thứ Sáu
| Bức tường 34 đến 39 | Vị trí          | Tên được viết trong danh sách | Tên chung |
| ------------------- | --------------- | ----------------------------- | --------- |
|                     | 34              | Teti                          | Teti      |
| 35                  | Userkare        | Userkare                      |           |
| 36                  | Meryre          | Pepi I Meryre                 |           |
| 37                  | Merenre         | Merenre Nemtyemsaf II         |           |
| 38                  | Neferkare       | Pepi II Neferkare             |           |
| 39                  | Merenre Saemsaf | Merenre Nemtyemsaf II         |           |

### Vương triều thứ Bảy và Tám
| Bức tường 40 đến 47 | Vị trí           | Tên được viết trong danh sách | Tên chung  |
| ------------------- | ---------------- | ----------------------------- | ---------- |
|                     | 40               | Netjerikare                   | Netjerkare |
| 41                  | Menkare          | Menkare                       |            |
| 42                  | Neferkare        | Neferkare II                  |            |
| 43                  | Neferkare Neby   | Neferkare Neby                |            |
| 44                  | Djedkare Shemai  | Djedkare Shemai               |            |
| 45                  | Neferkare Khendu | Neferkare Khendu              |            |
| 46                  | Merenhor         | Merenhor                      |            |
| 47                  | Sneferka         | Neferkamin                    |            |

| Bức tường 48 đến 56 | Vị trí              | Tên được viết trong danh sách | Tên chung |
| ------------------- | ------------------- | ----------------------------- | --------- |
|                     | 48                  | Nikare                        | Nikare    |
| 49                  | Neferkare Tereru    | Neferkare Tereru              |           |
| 50                  | Neferkahor          | Neferkahor                    |           |
| 51                  | Neferkare Pepiseneb | Neferkare Pepiseneb           |           |
| 52                  | Sneferka Anu        | Neferkamin Anu                |           |
| 53                  | Kaukara             | Qakare Ibi                    |           |
| 54                  | Neferkaure          | Neferkaure II                 |           |
| 55                  | Neferkauhor         | Neferkauhor                   |           |
| 56                  | Neferirkare         | Neferirkare                   |           |

### Vương triều thứ Mười và Vương triều thứ Mười một
| Bức tường 57 đến 61 | Vị trí      | Tên được viết trong danh sách | Tên chung     |
| ------------------- | ----------- | ----------------------------- | ------------- |
|                     | 57          | Nebhepetre                    | Mentuhotep II |
| 58                  | Sankhkare   | Mentuhotep III                |               |
| 59                  | Sehetepibre | Amenemhat I                   |               |
| 60                  | Kheperkare  | Senusret I                    |               |
| 61                  | Nubkaure    | Amenemhat II                  |               |

### Vương triều thứ Mười hai
| Bức tường 62 đến 65 | Vị trí     | Tên được viết trong danh sách | Tên chung   |
| ------------------- | ---------- | ----------------------------- | ----------- |
|                     | 62         | Khakheperre                   | Senusret II |
| 63                  | Khakaure   | Senusret III                  |             |
| 64                  | Nimaatre   | Amenemhat III                 |             |
| 65                  | Maakherure | Amenemhat IV                  |             |

### Vương triều thứ Mười tám
| Bức tường 66 đến 74 | Vị trí                    | Tên được viết trong danh sách | Tên chung |
| ------------------- | ------------------------- | ----------------------------- | --------- |
|                     | 66                        | Nebpehtira                    | Ahmose I  |
| 67                  | Djeserkara                | Amenhotep I                   |           |
| 68                  | Aakheperkara              | Thutmose I                    |           |
| 69                  | Aakheperenra              | Thutmose II                   |           |
| 70                  | Menkheperra               | Thutmose III                  |           |
| 71                  | Aakheperura               | Amenhotep II                  |           |
| 72                  | Menkheperura              | Thutmose IV                   |           |
| 73                  | Nebmaatra                 | Amenhotep III                 |           |
| 74                  | Djeserkheperura Setepenra | Haremheb                      |           |

### Vương triều thứ Mười chín
| Bức tường 75 và 76 | Vị trí    | Tên được viết trong danh sách | Tên chung  |
| ------------------ | --------- | ----------------------------- | ---------- |
|                    | 75        | Menpehtira                    | Ramesses I |
| 76                 | Menmaatra | Seti I                        |            |

## Hình ảnh

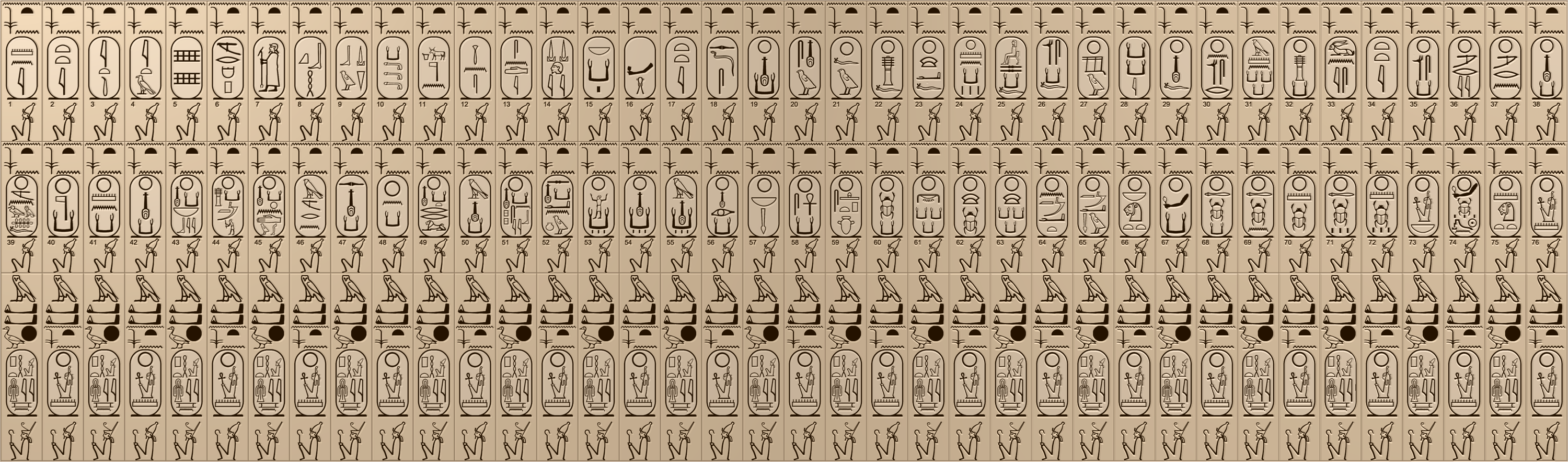
Các bức vẽ trên tường bằng chữ tượng hình Ai Cập trong Danh sách Vua Abydos
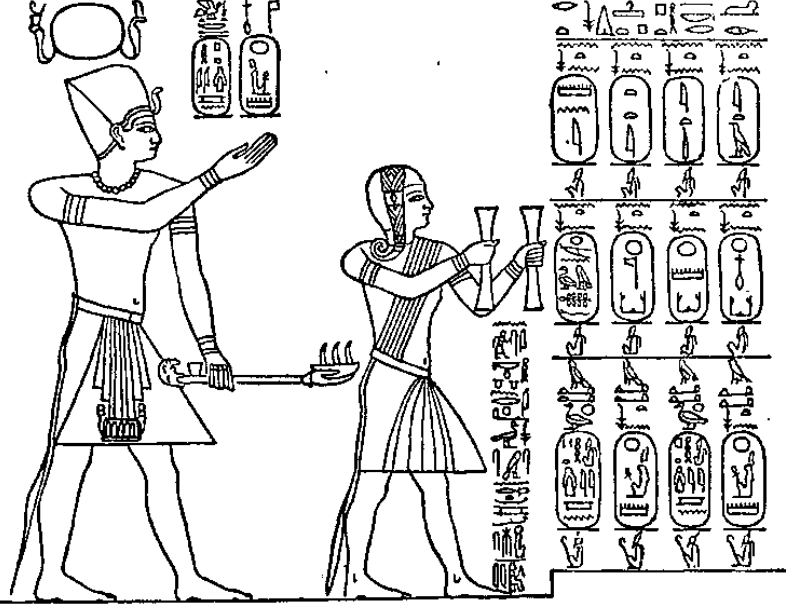
Điểm bắt đầu danh sách mô tả Seti I và con trai ông - Ramesses II đang cúng thần Ptah, Seker và Osiris, đại diện cho 72 vị thần thánh, tổ tiên của họ, được liệt kê trong Danh sách Vua Abydos. Ramesses được miêu tả là ông đang cầm hương.
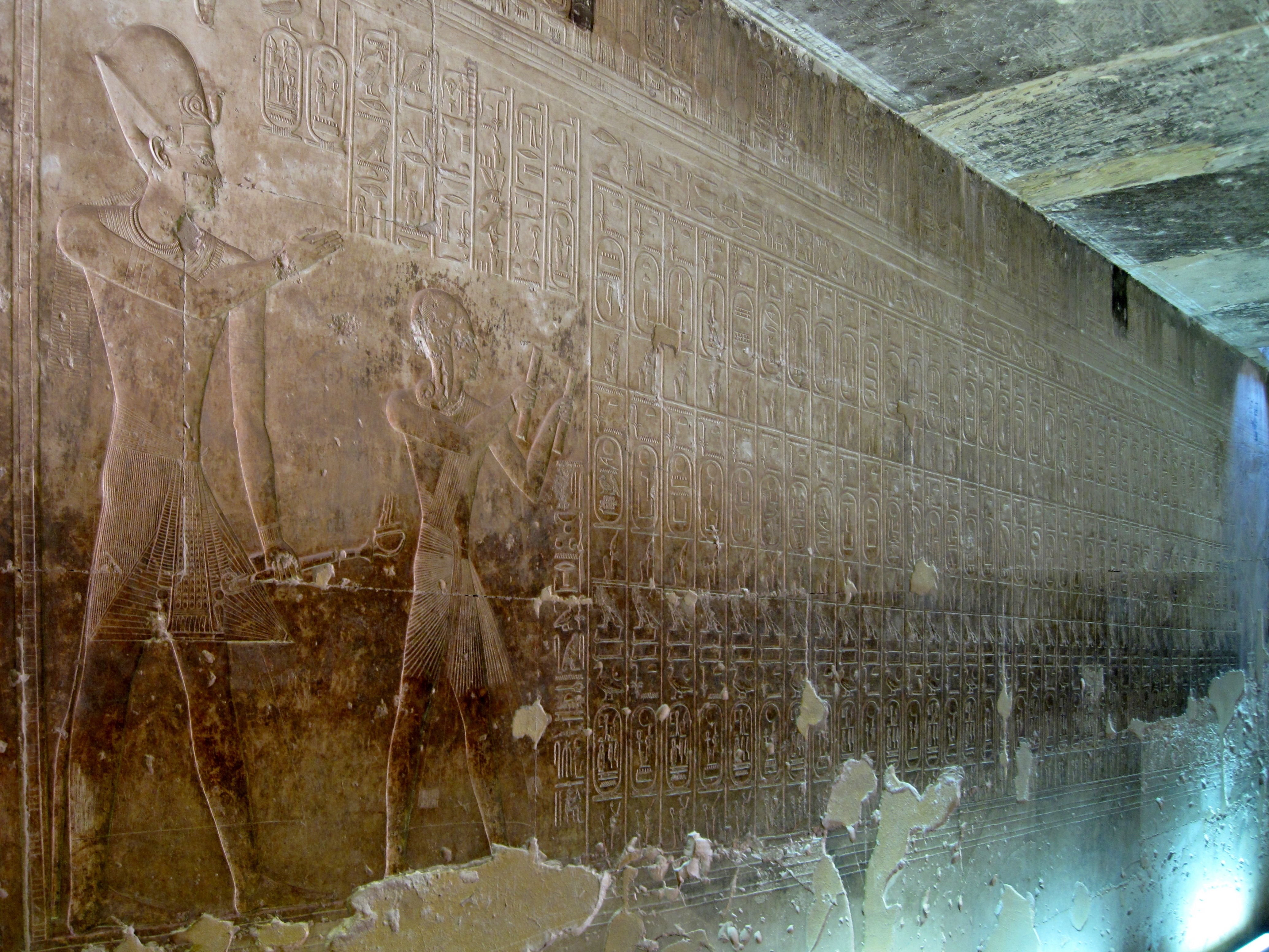
Một góc bức tường danh sách vua